# Regnobert de Bayeux
Cet article concerne l'évêque de Bayeux du VIIe siècle. Pour le martyr du VIIe siècle dans le Bugey, voir Ragnebert.
Saint Regnobert de Bayeux ou saint Renobert de Bayeux (mort vers 666), est le douzième évêque de Bayeux au VIIe siècle, et le deuxième Regnobert du diocèse. 

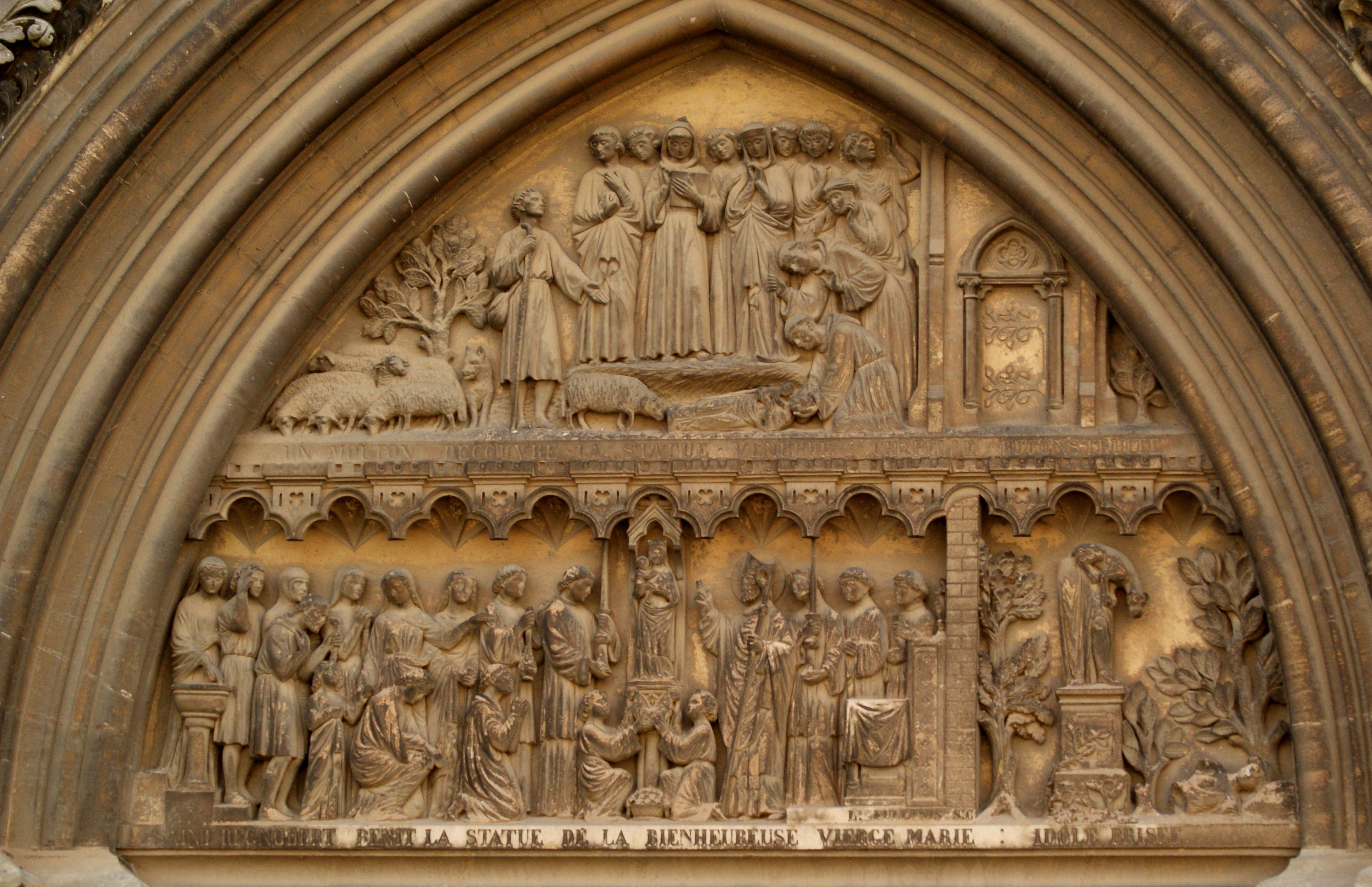
Saint Regnobert bénissant la statue de la Bienheureuse Vierge Marie, tympan de la basilique Notre-Dame-de-la-Délivrande.

## Diverses transcriptions de son nom
Appelé Regnobertus en latin, il est souvent transcrit en Renobert,, Rénobert, Rennobert[réf. nécessaire], Rembert ou Raimbert.

## Renobert et Ragnebert; documents témoins — ou faux-témoins
Pour la biographie des personnes ayant vécu avant l'an mille, il n’est généralement pas simple de démêler la part du vrai et du faux dans les différents auteurs qui les ont mentionnés. Pour Renobert de Bayeux, ceci se complique de ce que la liste des évêques de Bayeux peints sur les voûtes de la cathédrale donne deux évêques de Bayeux portant le même nom ou presque : Ragnebert et Renobert, dont les orthographes respectives ont été assimilées l'une pour l'autre dans bien des cas, notamment dans les sources les plus anciennes — et certains (voir plus bas) les tiennent pour une seule et même personne. Qui plus est, la région de Bayeux a été envahie à deux périodes : au IVe siècle les Saxons envahissent le Bessin, et au IXe siècle les Bretons et Normands pillent Bayeux qui perd — entre autres — tous les documents relatifs à ses évêques. Toute l'histoire des premiers siècles de l'évêché de Bayeux est donc en grande part incertaine. 

Avant d'établir la biographie de Renobert il est donc utile de faire le point sur les documents utilisés par les uns et les autres pour ce faire.
Jules Lair a écrit quatre articles détaillés sur les débuts de l'évêché de Bayeux. Il dresse un tableau comparatif fort utile des premiers évêques de Bayeux selon différentes sources, où l'on voit que la parité est loin d'être respectée :
| Gallia Christiana | Liste manuscrite | Liste des voûtes |
| ----------------- | ---------------- | ---------------- |
| S. Exuperius      | S. Exuperius     | S. Exuperius     |
| (-)               | Regnobertus      | Regnobertus      |
| (-)               | (-)              | Ragnebertus      |
| Rufinianus        | Rufinianus       | Rufinianus       |
| Lupus             | Lupus            | Lupus            |
| Patricius         | Patricius        | (-)              |
| Manveus           | Manveus          | Manveus          |
| Contestus         | Contestus        | Contestus        |
| Vigor             | Vigor            | Vigor            |
| Leucadius         | (-)              | (-)              |
| Lascivus          | (-)              | (-)              |
| Leudovaldus       | (-)              | (-)              |
| Geretrannus       | (-)              | (-)              |
| Ragnobertus       | (-)              | (-)              |
| Gereboldus        | (-)              | Gereboldus       |

Il donne aussi les quatre seules sources connues par ses prédécesseurs historiens et les analyse soigneusement :
1. Un Regnobert évêque de Bayeux est mentionné au concile de Reims de 625[3],[n 1], rapporté par Flodoard chanoine de Reims au Xe siècle[Le 2] ;
2. L'histoire de la translation de ses reliques au IXe siècle[La 3],[n 2], écrite par un prêtre du nom de Joseph[4],[n 3]. Ce récit est analysé par le bréviaire de Bayeux du XVe siècle qui le réduit à une légende[La 4].
3. La légende extraite du bréviaire de Bayeux[La 3],[n 4]. 
Insérée originellement dans les bréviaires du XVe siècle, elle est réduite au fur et à mesure des éditions et révisions pour finalement disparaître de ces bréviaires à l'époque suivante. Elle est reprise par l'abbé Do[5], qui pense démontrer qu'elle est bien de la main de saint Loup, évêque de Bayeux du Ve siècle. Elle suit la tradition (ou réciproquement), qui fait de saint Exupère († 405) le premier apôtre du Bessin dès le Ier siècle et un disciple de Clément (pape de 52 à 99) ; et de Renobert le successeur immédiat de saint Exupère, bâtisseur de deux ou trois cathédrales, et ayant légué par testament tous ses biens aux églises. J. Vair note que c'est un « saint Loup apocryphe, auteur de la Vie, qui avait copié, en amplifiant, le récit du saint Loup authentique, auteur de la légende ». Dans ce bréviaire du XVe siècle, la légende de saint Exupère est un abrégé de certaines parties de la Vie et y est réduite à une légende. Lair conclut que le texte du bréviaire, copié sur celui de la Vie, n'a pas plus de valeur que cette dernière qui selon lui n'en a aucune[La 4].
4. Une Vie de Regnobert, manuscrit resté inédit jusqu'en 1862 et publié par J. Lair[La 3]. 
On connaît trois exemplaires de ce texte : l'un dans un manuscrit de Belfort, trouvé par les Bollandistes ; un autre venant de Varzy (Yonne) ; et un troisième venant d'Auxerre (Yonne)[La 5]. Cette Vie dit que saint Exupère, disciple de Clément, aurait été sacré évêque par saint Denis (évêque de Lutèce (Paris) † vers 258 ou 272), saint Martial (évêque de Limoges IVe ou Ve siècle) et saint Saturnin (évêque de Toulouse IVe siècle) ; puis venu à Bayeux, Exupère aurait « promu Regnobert à toutes les dignités ecclésiastiques ». Saint Regnobert, sacré évêque par saint Saturnin, aurait désigné pour son successeur saint Loup, qui d'après J. Lair aurait vécu au Ve siècle[La 5] († 632, donc VIIe siècle selon l'article wikipédia ; une erreur de J. Lair ?). 
Les auteurs des Act. Sanct. ont rejeté cette version[La 6], les jésuites Bollandistes du XVIIe siècle l'ont condamnée, le Gallia Christiana les a suivi[La 7] et elle paraissait oubliée. Mais elle a resurgi, et les deux sources sur lesquelles s'est appuyé ce renvoi d'Exupère au Ier siècle sont précisément deux vitae de Regnobert[La 8].

- Certains incluent aussi la tradition[La 3].
- J. Lair (1862) ajoute un deuxième texte nouveau : la vita de saint Révérend[La 3].
- Lebeuf trouve un acte de Bertefrid évêque d'Amiens (644-666) concernant la fondation du monastère de Corbie, fait au « palais » de Chatou (Yvelines) en 663 et signé entre autres par Renobert évêque de Bayeux[Le 3].

L'abbé Lebeuf, historien bien connu du diocèse d'Auxerre notamment, y est né dans la paroisse Saint-Renobert et a donc très tôt porté son attention sur l'histoire de son patron dès le début du XVIIIe siècle. 
Il profite de son séjour de un an à Lisieux, proche du Bessin, pour aller en 1707 consulter sur place les documents et monuments relatifs aux premiers évêques de Bayeux. Il note l'histoire des évêques de Bayeux écrite en manuscrit par un chanoine de cette ville et publiée par Hermant, curé de Maltot près de Caen ; cet ouvrage indique toutes les inscriptions et peintures à Bayeux et ailleurs ayant quelque rapport avec Renobert, et Lebeuf les visite et consulte tous. 
Il consulte Baillet, qui écrit en 1703 et donne bien saint Renobert au VIIe siècle. Baillet mentionne aussi l'existence d'un saint Ragnebert distinct de saint Renobert, le premier comme contemporain d'Ebroïn et qui aurait été le martyr dont les reliques ont été translatées en Forez ; mais Lebeuf note que Baillet a abandonné « le Renobert, prétendu successeur d'Exupère ». La position de Baillet quant à Renobert a été « assez vivement contestée », selon les mots de Lebeuf. 

Lebeuf est lui-même convaincu que « le premier [Renobert,] qu'on fait successeur de saint Exupère, n'a jamais existé » ; il note d'ailleurs que Bayeux ne fête qu'un seul Renobert évêque, et que même Hermant a dû reconnaître l'existence d'un Renobert au VIIe siècle. Mais comme Hermant est de ceux qui veulent faire remonter l'évêché de Bayeux à la plus grande ancienneté possible, il reprend la version d'un Renobert successeur d'Exupère et attribue à son Renobert toutes les actions du second Renobert du VIIe siècle. 

Lebeuf examine de près et rejette la version de la Vie, qui a subséquemment disparue du bréviaire d'Auxerre dans lequel Renobert est resté comme évêque du VIIe siècle. Il consulte aussi Chastelain,, le père Mabillon, don Denis de Sainte-Marthe (auteur du nouveau Gallia Christiana), le père Papebrok (jésuite continuateur du recueil de Bollandus), les auteurs des Mémoires de Trévoux ; tous agréent que Renobert a vécu au VIIe siècle, a assisté au concile de Reims et a signé plusieurs documents sous le nom de Ragnobertus.
Sagement, Lebeuf ne retient de la tradition que très peu d'événements, essentiellement ceux susceptibles d'avoir marqué l’esprit populaire : la noblesse de la famille de Renobert, les grandes donations qu'il faites à l’Église, les miracles qu'il a opérés, et son grand âge. Pour lui, la Vie est un amalgame écrit en « un temps fort stérile en habiles écrivains, et où l’esprit de discernement était fort rare ». Pour un homme aux paroles généralement si peu critiques envers les textes de religion, c'est dire le peu d'intérêt hagiographique qu'il y voit.
À la suite des travaux du XVIIe siècle (les jésuites Bollandistes du XVIIe siècle qui ont condamné cette vue, le Gallia Christiana les a suivi) et de la première partie du XVIIIe siècle (Baillet, Lebeuf, De la Rue (1842) et d'autres), la version du Renobert successeur immédiat de saint Exupère et ce dernier envoyé par le pape Clément (52-99) pour évangéliser la Neustrie, est à peu près délaissée. Elle resurgit vers le milieu du XIXe siècle, sur la base de la fausse Vie de saint Renobert et une Vie de saint Exupère dans un légendaire de Saint-Spire de Corbeil, disparue mais copiée par Dumoustier au XVIIe siècle. Cette fausseté est tenace : elle ressort encore au début du XXe siècle sous la plume de Destarac (1903) qui lui aussi fait de Renobert le successeur immédiat d'Exupère premier évêque de Bayeux.

Peintures des voûtes du chœur de la cathédrale de Bayeux
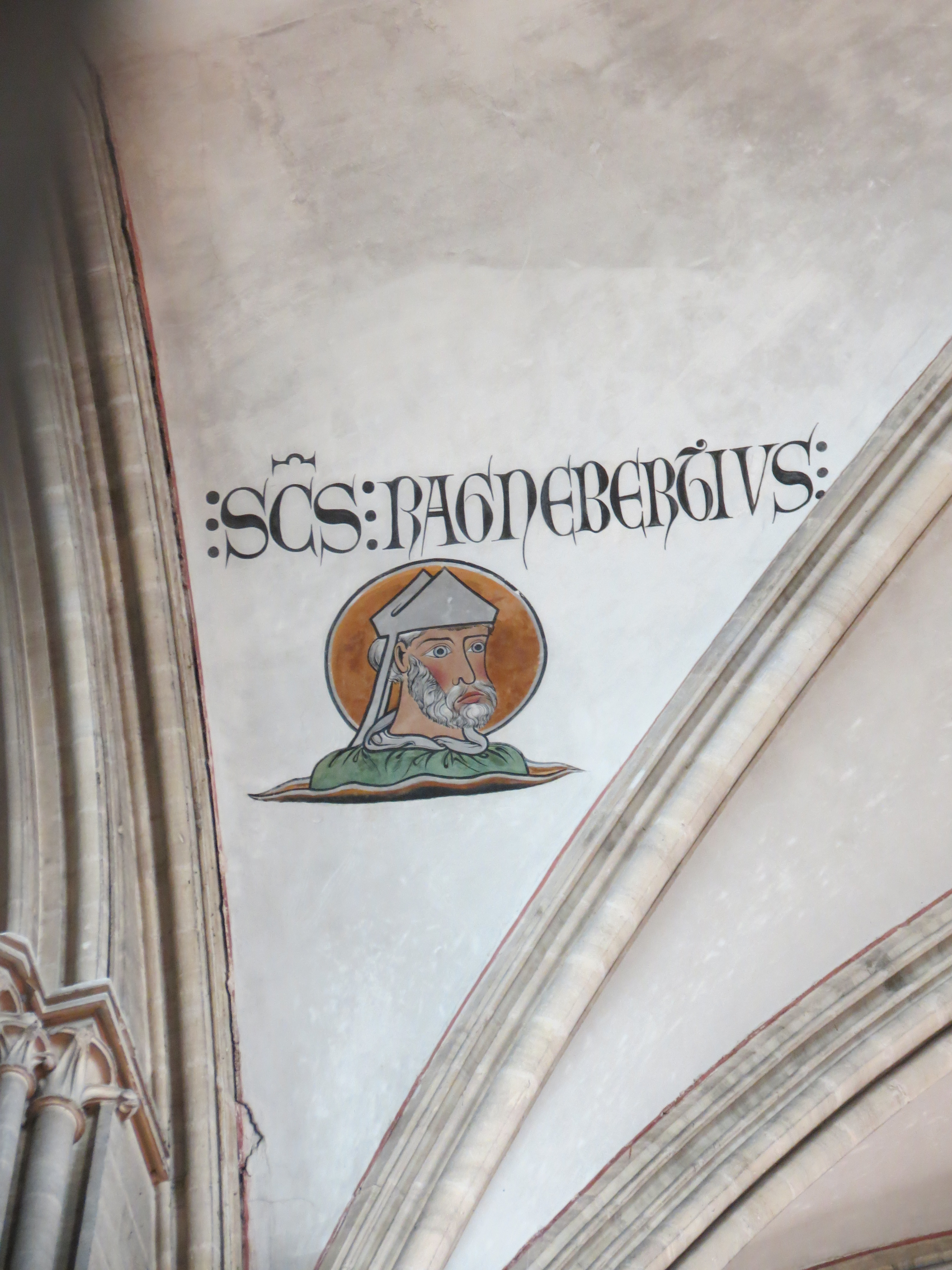
Saint Ragnebert (S(an)c(tu)s Ragnebertius).
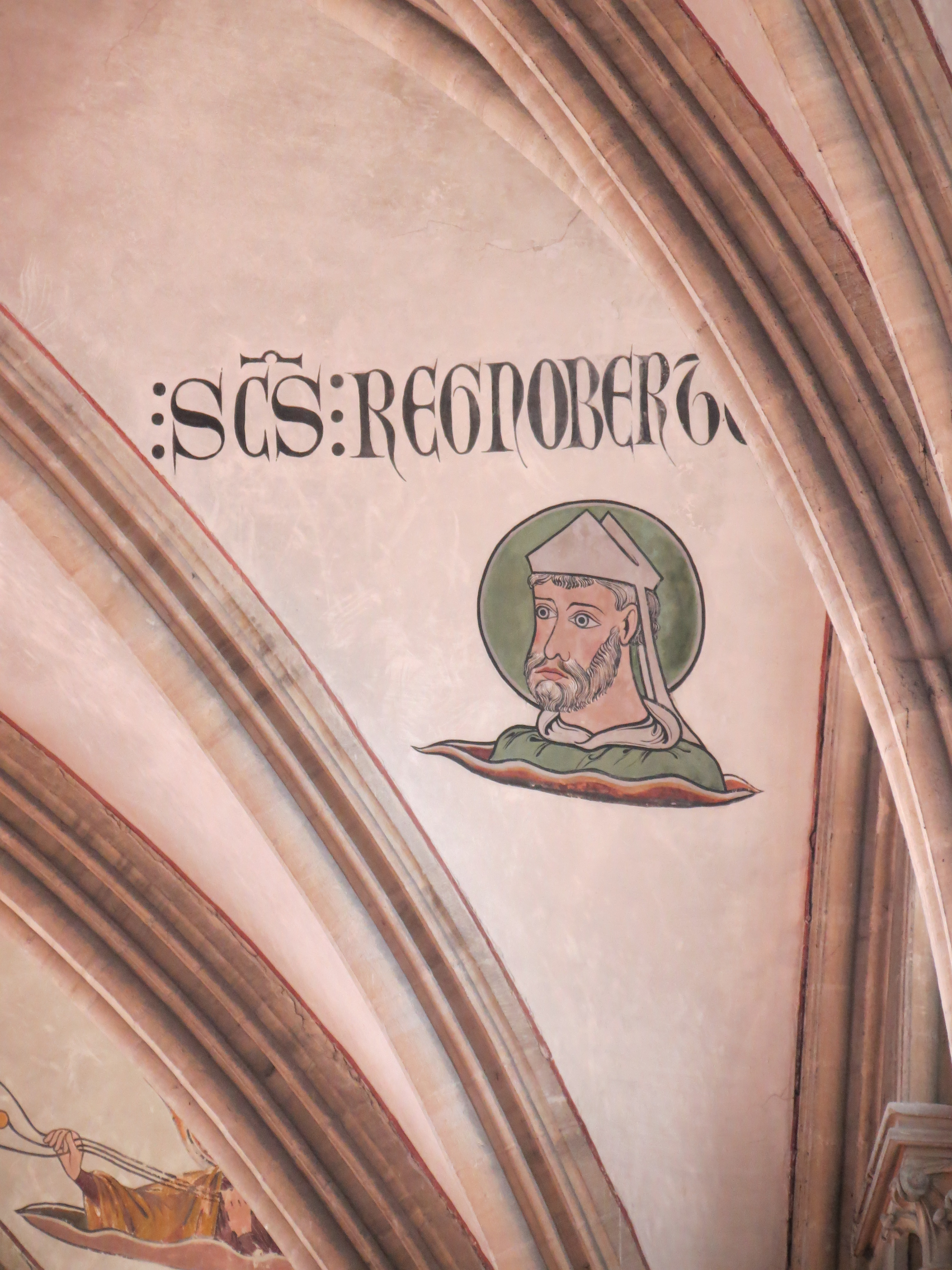
Saint Regnobert (S(an)c(tu)s Regnobertius).

## Biographie
Saint Regnobert est qualifié de second apôtre du Bessin (après saint Exupère), ce qui s'applique à son impact sur la région et non à ce qu'il soit le second évêque de Bayeux — ce qu'il n’est pas.
Selon Arcisse de Caumont (qui n'en donne ni preuve ni explication soutenue), il serait né à Noron-la-Poterie, un village sur la route de Coutances-Saint-Lô-Bayeux à 8 km au sud-ouest de Bayeux l'ancienne capitale gallo-romaine des Bajocasses (Augustodurum) et siège d'un évêché.
Ceneau le donne comme fondateur de trois églises à Caen et la tradition lui en attribue une quatrième : église du Vieux Saint-Sauveur de Caen ; Notre-Dame (maintenant église Saint-Sauveur) ; Saint-Pierre ; Saint-Jean. Un nombre peu crédible pour l'époque, et d'ailleurs seules les églises Saint-Pierre et Saint-Jean semblent avoir réellement existé au VIIe siècle.
On lui attribue également la fondation de la chapelle à l'origine du pèlerinage de la Délivrande,,, le plus ancien pèlerinage de Normandie.
Jules Lair, pourtant très critique des vitae de Renobert, pense qu'il est sinon probable, tout au moins possible, qu'il ait fait bâtir ou réparer l'église Saint-Exupère située sur le mont Phaunus, à Bayeux (Augustodurum), sépulture des premiers évêques de Bayeux.
En 625 il assiste au concile de Reims, et en 657 ou 658 au concile de Malay « qui était alors un domaine royal à 1 lieue de la ville de Sens »,, convoqué par saint Emmon évêque de Sens.
En 663 il contresigne un acte concernant la fondation du monastère de Corbie — acte fait au palais de Chatou près de Paris.
Il meurt un 16 mai, vers l’an 666 selon Gallia Christiana.

## Les translations des reliques
Ce titre est mieux connu au singulier, d'après le texte du prêtre Joseph qui a écrit l'Historia Translationis Corporum SS. Raynobertti et Zenonis entre 877 et 886. 

### Première translation
En 846 les Bretons sont proches de Bayeux. Hervé, originaire du Maine et peut-être proche des Rorgonides et des comtes du Perche, demande à Fréculf évêque de Lisieux la permission de transférer les reliques de l'évêque de Bayeux saint Renobert et du diacre saint Zénon de l'église Saint-Exupère de Bayeux où elles sont conservées. Il recherche la même permission auprès de saint Baltfride évêque de Bayeux, mais ce dernier est absent : il répond d'une attaque dont la nature n'est pas précisée. Hervé part pour Bayeux accompagné de deux prêtres désignés par Fréculf. Mais il est difficile de savoir si Hervé cherche réellement Baltfride ou s'il profite de l'absence de ce dernier pour enrichir un sanctuaire familial.
Hervé fait une étape à Norolles. On ne sait pas pourquoi il choisit cet endroit pour y passer la nuit ; Maneuvrier suggère qu'il y possède peut-être une résidence. Toujours est-il qu'à l'époque Norolles et de Fauguernon ne forment qu'une seule villa, et un petit sanctuaire dédié à saint Regnobert est construit sur l'actuelle commune de Fauguernon — sanctuaire cité comme capella en 1221 et qui devient à terme le noyau d'une paroisse.
Hervé amène ensuite les reliques à l'église de Saint-Victor-d'Épine, une terre qu'il tient de sa mère dans le diocèse de Lisieux. Nous somme loin du Maine, mais le patron de l'église est saint Victeur, évêque du Mans à la fin du Ve siècle,. Larue mentionne aussi, parmi les miracles opérés à Saint-Victor, un aveugle venant du Mans — autre connexion avec le pays des racines paternelles de Hervé.

### Deuxième translation
En mars suivant (846, avant Pâques) les reliques sont de nouveau déplacées, peut-être du fait du retour à Bayeux de Baltfride qui réclame les biens appartenant à son évêché. Hervé compose en les ramenant sur les terres dépendant de la juridiction du diocèse de Bayeux, mais non à Bayeux d'où les reliques viennent : il crée un petit centre monastique, une église Saint-Sauveur nouvellement construite à une villa nommée Suiacum,,qui relève de l’exemption de Cambremer, cette dernière dépendant de l’évêché de Bayeux depuis le VIe siècle. C'est de la part de Hervé une façon de rendre son bien à l'êvêque de Bayeux sans le perdre pour autant.
L'église est fastueusement dédicacée en présence de Baltfride évêque de Bayeux, Fréculphe évêque de Lisieux, et enfin Ansegaud (Ansegaudis) évêque d'Avranches, le 25 mars 847, 848 ou 849. Baltfride est là parce qu'il s'agit de son prédécesseur, de son bien et de son diocèse ; Fréculphe est aussi présent parce que l'affaire se passe pratiquement à sa porte. Mais pourquoi Ansegaud ? Maneuvrier suggère que Lisieux a pu servir de position de repli pour les évêques alentour, dont celui d'Avranches plus exposé aux attaques des bretons.
Emplacement de Suiacum
Selon J. Lair et à sa suite Ferdinand Lot (1904), ce Suiacum serait Notre-Dame-d'Épine. Lair note que l'église comporte trois autels : Fréculf de Lisieux consacre le premier, dédié au saint Sauveur ; Baltfride de Bayeux consacre celui au centre dédié à saint Regnobert ; et Ansegaud d'Avranches consacre celui dédié à la Vierge et à saint Jean-Baptiste. L'église Saint-Sauveur ne se retrouve plus sous ce nom, quoiqu'on en trouve encore la trace dans le cadastre napoléonien (vers 1825) qui indique l’emplacement d'une chapelle Saint-Sauveur à Suilly. D'après le pouillé de Lisieux, l'église Notre-Dame-d'Epines était sous le patronage de l'évêque d'Avranches au XIVe siècle ; il y avait au même lieu une chapelle Saint-Jean, dont l'évêque d'Avranches était aussi patron. J. Lair suggère la possibilité qu'après le départ des reliques l'église Saint-Sauveur ait pu prendre le nom de Notre-Dame.
Maneuvrier, qui note le cadastre napoléonien, penche quant à lui pour une chapelle dans le fief de Suilly sur le territoire de la commune de Manerbe au lieu-dit Saint Sauveur, à peu de distance de la fin actuelle du chemin aux Moines (chemin Saint-Sauveur) que Maneuvrier donne pour une trace de la courte installation de moines dans ce lieu,. 
Une petite communauté monastique éphémère
Quelques miracles sont rapportés par l'Historia. Une petite communauté monastique s'y installe également, dont le rayonnement est essentiellement local malgré quelques dons royaux : vers 856 Charles le Chauve est de passage à Veteres Domus (Louviers ?) et, souffrant d’un mal de dents, envoie un « vœu » pour les saints ; son épouse Ermentrude souffre quant à elle de la poitrine et y fait porter une pièce d’étoffe pour couvrir les tombeaux (pallium ad Beatorum corpora). Sur sa demande, Charles le Chauve donne quelques terres à cette église. Mais le départ des reliques arrête l'élan de cette communauté.

### Troisième translation
Vers 867-869, les reliques sont transférées dans l'Auxerrois — là où Charles le Chauve refait ses forces. D'après Lucien Musset, elles arrivent d’abord à l'abbaye Saint-Vivant au pied du château de Vergy, puis à Varzy dans l'église Sainte-Eugénie (diocèse d'Auxerre) dans la Nièvre. Les reliques du prélat sont présentées, dont un bras à l'âme de bois recouvert d'argent et cuivre doré, dans la position de la main bénissante, majeur et index tendus pouce replié. cet objet a figuré à l'exposition universelle de 1900, ainsi qu'à l'exposition Trésors des églises de France en 1965, il est  Classé MH (1897). Un autre reliquaire renferme la tête entière de Regnobert ; c'est une boîte de forme octogonale montée sur un socle en glacis recouvert du cuivre doré et argenté sur une âme de bois, datant du XIIIe siècle et  Classé MH (1897).
De Varzy, une partie des reliques part à Quingey dans l'actuel Doubs.

### Translations partielles de Varzy à Auxerre
Lorsque Hugues de Noyers (évêque d'Auxerre † 1206) fait la levée des reliques de saint Renobert à Sainte-Eugénie de Varzy, il se réserve les phalanges des mains et des pieds pour la dédicace de l'église Saint-Renobert à Auxerre à l'emplacement de la synagogue des juifs que le comte Pierre a expulsés de la ville. Dans cette église il fonde deux autels.
Le 3 juin 1642 l'évêque d'Auxerre Pierre de Broc, en visite à Varzy, prélève dans la châsse de saint Renobert de l'église Sainte-Eugénie un os de la jambe qu'il fait déposer par le prêtre Hubert Dupré, chanoine et trésorier de Sainte-Eugénie, dans l'église Saint-Amâtre d'Auxerre. De Broc a fait construire un reliquaire en argent dans lequel il dépose la relique le 19 avril 1643 et l'amène en grande procession à l'église paroissiale Saint-Renobert d'Auxerre,. 

Pierre de Broc constate à cette occasion que la châsse de de Renobert à l'église Sainte-Eugénie contient « une espèce de nappe d'autel de toile fort ancienne avec huit ossements notables, et dans un autre linge plus blanc qui a forme d'une serviette ou sac, deux autres ossements notables avec quelques autres moindres ». La porte de la châsse, sur le côté, est ornée d'une effigie d'un évêque en vermeil ancien et porte aussi le nom de « RENOBERT ».
Auxerre ayant abrité les reliques du saint patron de Bayeux, une confraternité s'est créée entre le chapitre de la cathédrale de Bayeux et celui de la cathédrale d'Auxerre,. Elle est inscrite dans les comptes du chapitre d'Auxerre aux XIVe, XVe et XVIe siècles. : plusieurs chanoines de Bayeux perçoivent des distributions au choeur de la cathédrale d'Auxerre, ou bien sont honorés de présents ; on note entre autres le célèbre Nicolas de Clamenges (maître et recteur de l'université de Paris, un des principaux représentants du groupe des conciliaristes).

### Retour d'Auxerre à Bayeux
L'évêque d'Auxerre aurait restitué les reliques de saint Renobert à la cathédrale de Bayeux au début du XIIIe siècle. 
Chasuble
D'après De la Rue (1842), une chasuble de Renobert se trouvait à « l'église de Bayeux », enfermée dans « un petit coffre chargé d'inscriptions arabes », accompagnée d'une étole et d'un manipule. Les inscriptions datent son coffre entre le IXe et le XIIe siècle. Bayeux ayant été pillée en 1106, Smythe pense que l'arrivée du coffre à Bayeux est postérieure à cette date ; sans quoi il aurait probablement été emporté ou détruit à cette occasion.
Autres déplacements des reliques
En 1679 l'église Saint-Exupère de Bayeux est repavée. Bier, le curé de la paroisse, et quelques autres ecclésiastiques, en profitent pour examiner les tombeaux des évêques enterrés là. Le tombeau de saint Renobert est à côté de celui de saint Exupère, sous le maître-autel. Bien que ses reliques ont été emportées en 846, il reste quelques ossements que Bier ramasse. 

En 1853 l'abbé E. Le Comte, curé de Saint-Exupère, retrouve le caveau et fait construire une crypte pour y placer les tombeaux.

## Fêtes
Sa fête est le 24 octobre. À Romprey, il est fêté en grande pompe jusqu'en 1912.
Mais à cause de la grande pérégrination de ses reliques, il est mentionné dans plusieurs martyrologes aux dates suivantes : 23, 25 et 28 mars ; 23 avril ; 16 mai ; 13 juin ; 2 septembre ; 14 et 24 octobre ; 28 décembre.
Il est le saint patron du diocèse de Bayeux et Lisieux.

## Dédicaces et lieux de mémoire

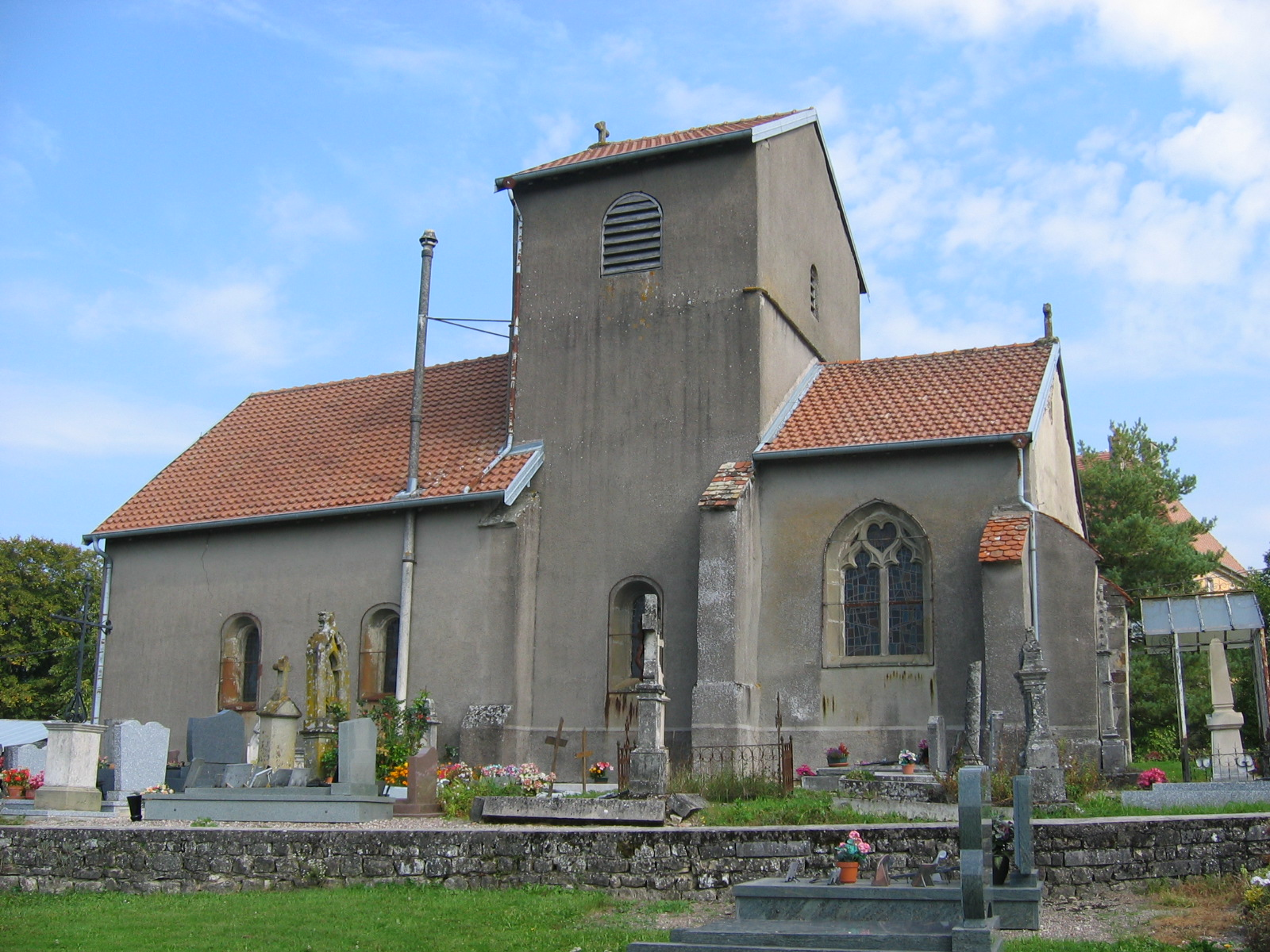
Église Saint-Renobert d'Ameuvelle (Vosges).

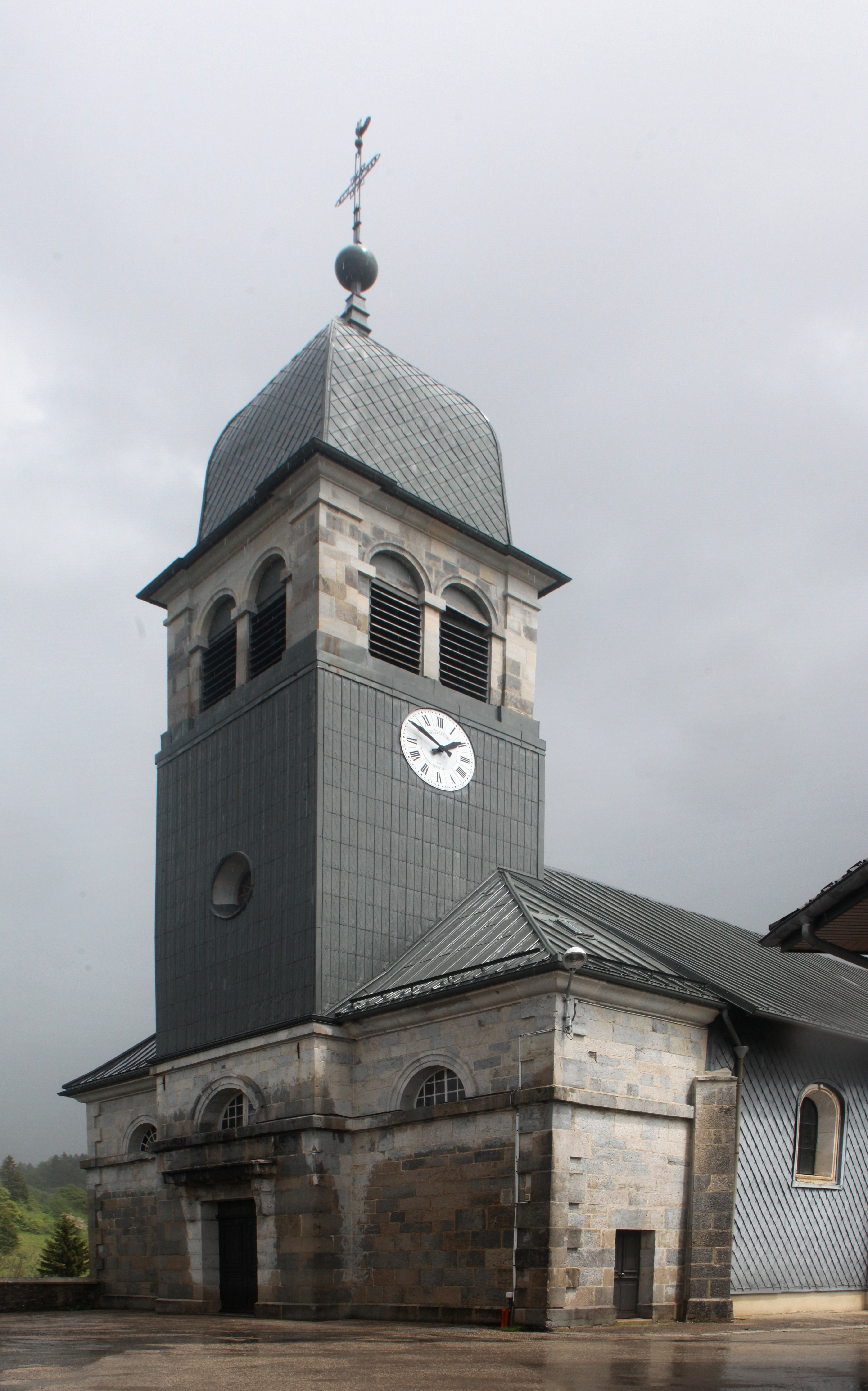
Église Saint-Renobert de Bellefontaine.

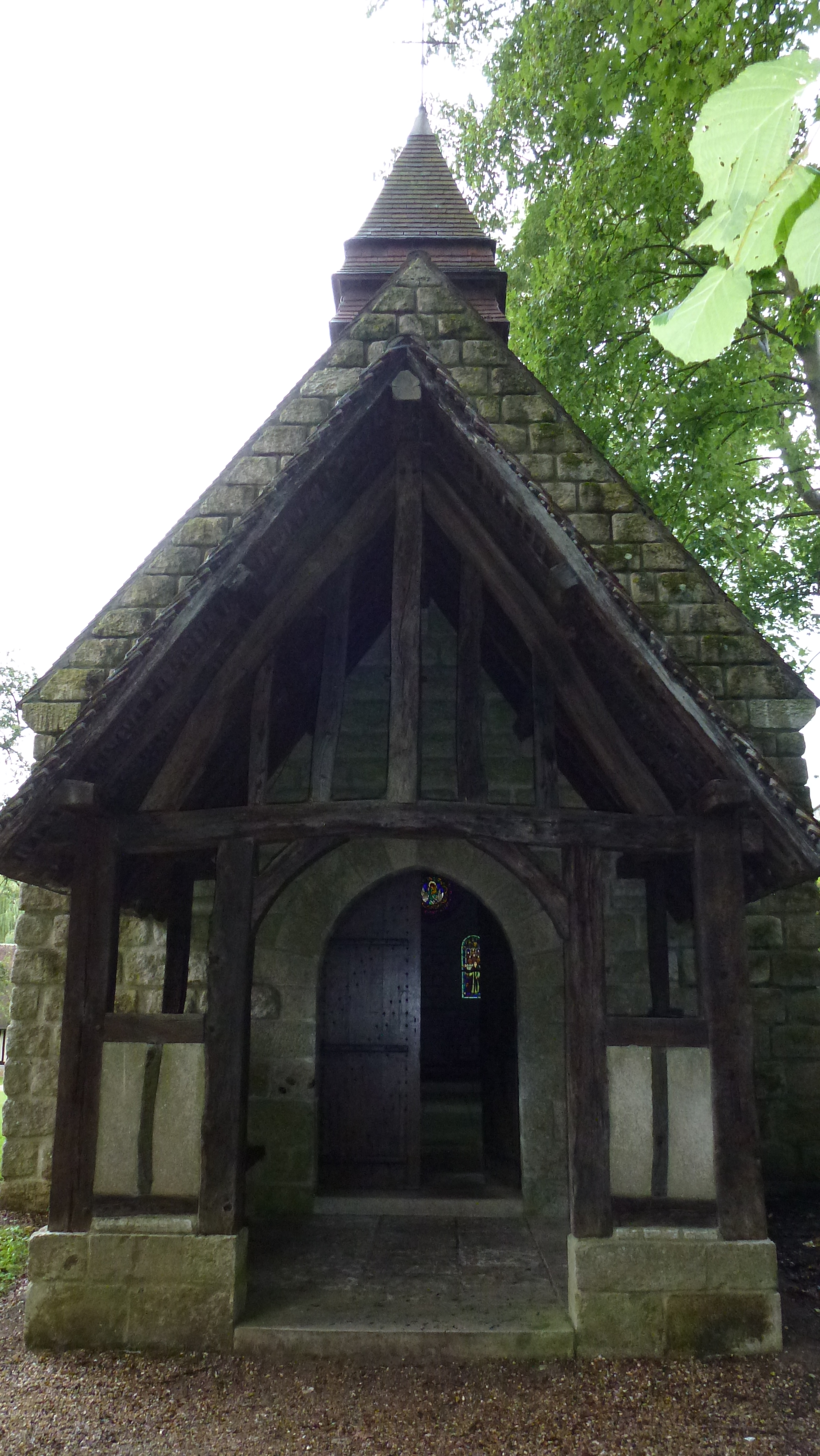
Chapelle Notre-Dame de Caillouville, abbaye Saint-Wandrille.

Pour les lieux dont les noms ont gardé la mémoire de Renobert, Lebeuf cite les diocèses de Besançon (avec un prieuré à son nom), de Poitiers, de Langres, d'Autun, d'Auxerre, de Paris (pour Corbeil), de Lisieux et d'Évreux en Normandie, et peut-être d'autres lieux.
Confusion possible : pour ce qui concerne les lieux de culte dédiés à saint Regnobert dans le Bugey et ses environs proches, il est possible qu'il y ait confusion avec ceux dédiés au martyr du Bugey Ragnebert, également du VIIe siècle. 
- Calvados
  - Parmi les représentations d'évêques peintes sur les voûtains du chœur de la cathédrale de Bayeux se trouvent en vis-à-vis deux figures d'évêques nommés Sanctus Regnobertus et Sanctus Ragnebertius[37].
  - Église Saint-Renobert de Fauguernon
  - Paroisse Saint-Régnobert près de Caen[2],[n 15]
  - Fossés de Saint-Regnobert à Noron-la-Poterie, autour du bois du Vernay[43].
- Essonne
  - Église Saint-Exupère (ou Saint-Spire) de Corbeil (Essonne) possédait en 1863 (possède ?) un autel Saint-Renobert et une châsse contenant des reliques de saint Renobert[La 15].
- Yonne
  - À Auxerre (Yonne), la paroisse Saint-Regnobert, à la porte du palais comtal (auj. rue Philibert Roux), revendique sa "fraternité" avec Bayeux jusqu'à la fin du XVIIIe siècle. Elle était au XIVe siècle la paroisse du patriciat urbain[44].
  - Il existait une rue Saint-Regnobert à Auxerre, devenue la rue Philibert Roux, qui conduisait à l'église Saint-Regnobert.
  - L'église Sainte-Eugénie de Varzy (Yonne) possédait une châsse contenant de ses reliques.
- Côte-d'Or
  - Chapelle Saint-Renobert de Romprey (Bure-les-Templiers)
  - Église Saint Pierre-ès-Liens et Saint-Renobert de Faverolles-lès-Lucey
- Jura
  - Saint-Rambert-en-Bugey[45], d'où les reliques de saint Renobert auraient été transportées dans le Forez[7]. Il est possible que Baillet soit ici dans l'erreur en confondant l'évêque saint Renobert avec le martyr Ragnebert.
  - Église Saint-Renobert d'Andelot-en-Montagne (XVIIe siècle)
  - Église Saint-Renobert de Bellefontaine
  - Église Saint-Renobert de Villette-lès-Arbois
  - Église de Villette-lès-Dole, dédiée à saint Renobert jusqu'en octobre 1840 (dédiée ensuite à Jeanne d'Arc)[46].
  - Chapelle Saint-Renobert attenante à l'église Saint-Nicolas à Publy.
- Doubs
  - Moulin de Saint Renobert à Quingey[47].
  - Ruisseau Saint-Renobert à Lavans-Quingey[48]
- Essonne
  - Église Saint-Renobert à Les Gras
  - Église Saint-Renobert à Épenoy

### Légende, dicton
Une des légendes sur saint Renobert concerne l'architecte chargé de reconstruire la chapelle de Caillouville à l'abbaye Saint-Wandrille de Fontenelle. Un miracle de saint Renobert aurait sauvé de la damnation les deux enfants de l’architecte (et l'architecte lui-même) après un pacte imprudent que ce dernier avait passé avec le diable pour pouvoir achever la chapelle.
24 octobre : « À la Saint-Renobert, on met les choux par terre. »